# لعل سیراب به‌خون‌تشنه لب یار من است
غزلی با مطلع «لعل سیراب به خون تشنه لب یار من است»، غزل شمارهٔ ۵۱ از دیوانِ حافظ در تصحیحِ محمد قزوینی و قاسم غنی است.

## در اجراها
بنان در برنامهٔ شمارهٔ ۱۷ از مجموعهٔ گل‌های جاویدان این غزل را در دستگاهِ ماهور اجرا کرده‌است.
بنان همینطور این غزل را مجدد در برنامهٔ شمارهٔ ۱۱۸ از مجموعهٔ گل‌های جاویدان در دستگاهِ ماهور اجرا کرده‌است.